# نئاندرتال‌ها در جنوب غرب آسیا

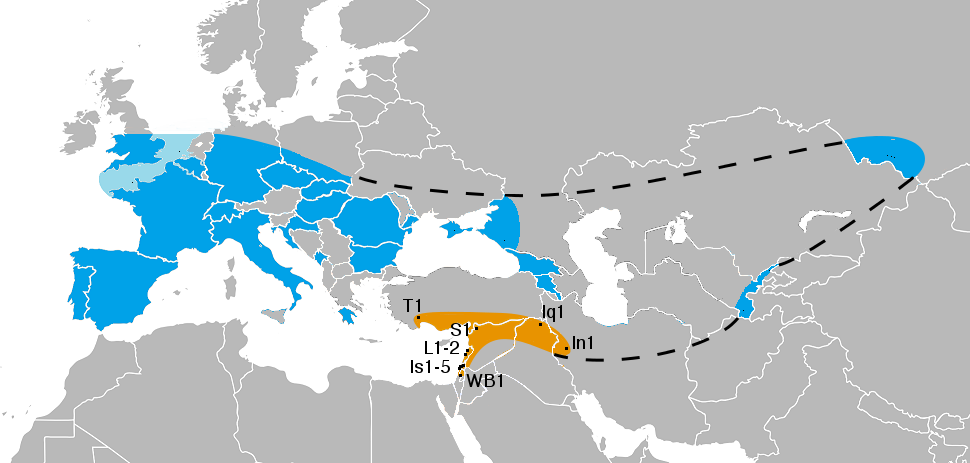
محدوده شناخته‌شده نئاندرتال‌ها در جنوب غرب آسیا (نارنجی) و جاهای دیگر. سایت‌هایی که بقایای اسکلتی به دست آورده‌اند، برچسب‌گذاری‌شده بر اساس کشور - ترکیه (T1): کارائین. لبنان (L1-2): کسار عکیل و المسلوخ. اسرائیل (Is1-5): کبارا، طابون، عین قشیش، شواخ و آمود. فلسطین (WB1): شقبه. سوریه (S1): ددریه. عراق (Iq1): شانه‌در. ایران (In1): بیستون. ایران (In1): وزمه

نئاندرتال‌های جنوب غرب آسیا نئاندرتال‌هایی بودند که در ترکیه، لبنان، سوریه، اسرائیل، فلسطین، عراق و ایران زندگی می‌کردند - جنوبی‌ترین گستره رشته نئاندرتال‌های شناخته شده است. اگرچه تاریخ ورود آنها به آسیا مشخص نیست، نئاندرتال‌های اولیه ظاهراً تا حدود ۱۰۰۰۰۰ سال پیش این منطقه را اشغال کرده بودند. در این زمان، به نظر می‌رسد که مهاجرت انسان‌های خردمند جایگزین آن‌ها در یکی از اولین گسترش‌های آناتومیک-مدرن به خارج از آفریقا شده است. به نوبه خود، از حدود ۸۰۰۰۰ سال پیش، به نظر می‌رسد که نئاندرتال‌ها بازگشته و جایگزین انسان خردمند در جنوب غربی آسیا شده‌اند. آنها تا حدود ۵۵۰۰۰ سال پیش در این منطقه ساکن بودند.

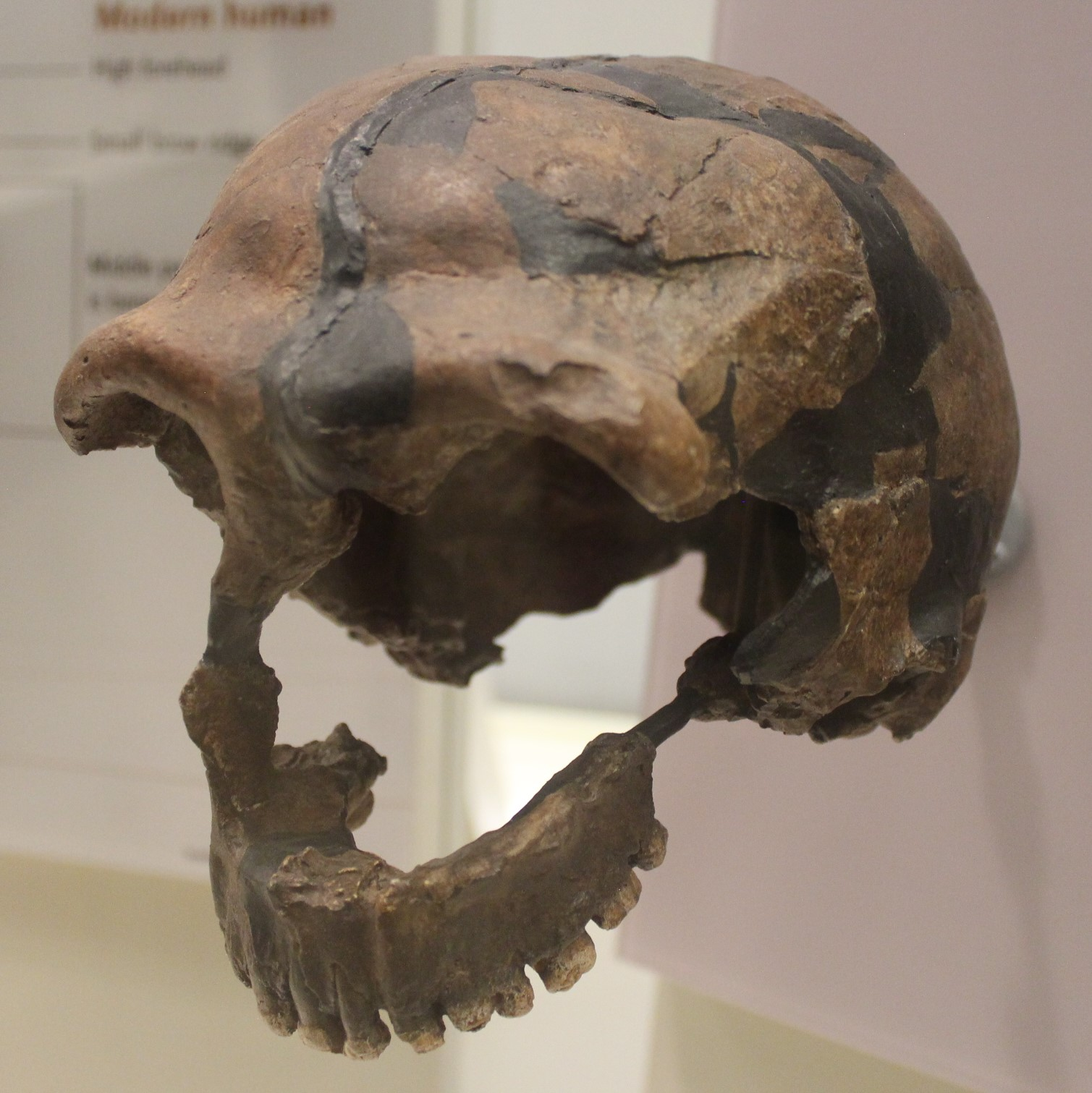
یکی از جنوبی‌ترین نئاندرتال‌ها: فسیل Homo neanderthalensis از غار طابون، اسرائیل. ۱۲۰٫۰۰۰–۵۰٫۰۰۰ پیش از میلاد. موزه اسرائیل

در جنوب غرب آسیا، نئاندرتال‌ها بقایای اسکلتی به خوبی حفظ‌شده در فلسطین، سوریه و عراق امروزی به جا گذاشته‌اند. بقایای ترکیه، لبنان و ایران پراکنده است. هیچ بقایای اسکلت نئاندرتال تا کنون در جنوب اورشلیم یافت نشده است، و اگرچه نقاط لوالوآی دوران پارینه‌سنگی میانه در اردن و در شبه‌جزیره عربستان وجود دارد، مشخص نیست که آیا این‌ها توسط نئاندرتال‌ها یا توسط انسان‌های مدرن از نظر تشریحی ساخته شده‌اند. نئاندرتال‌هایی که بیشتر در شرق زندگی می‌کنند، مانند آنهایی که در ازبکستان کنونی و روسیه آسیایی یافت می‌شوند، به عنوان نئاندرتال‌های آسیای مرکزی و شمال شناخته می‌شوند.